# 李仁爱
李仁爱（1108年—1125年），西夏皇族，夏崇宗李乾顺和辽国成安公主耶律南仙的儿子。
李仁爱幼时聪颖，年长有材艺。金国灭辽，他请父亲援救。李乾顺转而向金国称臣，李仁爱哭谏，其父不从。1125年，因为感伤辽国灭亡，不肯向金称臣，李仁爱忧恚而死。